# Mussaenda isertiana
Mussaenda isertiana es una especie de plantas con flores perteneciente a  la familia de las rubiáceas. Se encuentra en África.

## Descripción
Es un arbusto trepador que alcanza un tamaño de 9 metros de altura, tiene flores amarillas, muy perfumadas, con el cáliz de lóbulos blancos. Se encuentra en los bosques de Camerún.

## Distribución y hábitat
Es cultivado en Guangdong y Hainan, es nativo de Camboya, India, Indonesia, Sri Lanka y Vietnam.

## Taxonomía
Mussaenda isertiana fue descrita por Augustin Pyrame de Candolle y publicado en Prodromus Systematis Naturalis Regni Vegetabilis 4: 371, en el año 1830.
Sinonimia
- Mussaenda macrophylla Schumach. & Vahl.[3]